# Tolylgroep

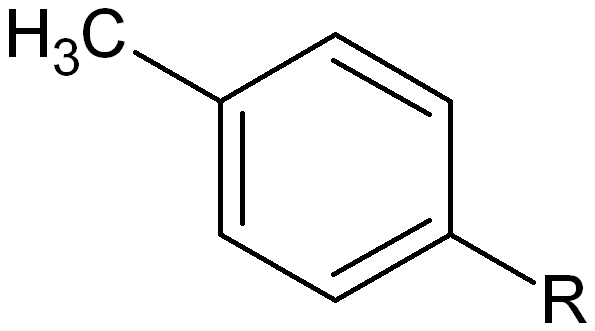
Structuurformule van een tolylgroep (para-positie).

Een tolylgroep is een functionele groep, afgeleid van tolueen. Het is een structuurisomeer van een benzylgroep, die met de methylgroep is verbonden aan een willekeurige R-groep. Bij de tolylgroep staat de methylgroep als een soort substituent op de benzeenmolecule. De molecuulformule van een tolylgroep is CH3(C6H4)-R.
Er bestaan 3 isomeren vormen van een tolylgroep
- o-tolyl (de methylgroep staat in ortho-positie)
- m-tolyl (de methylgroep staat in meta-positie)
- p-tolyl (de methylgroep staat in para-positie)